# آرثر كورب
آرثر كورب (بالإنجليزية: Arthur Korb)‏ هو كاتب أغاني أمريكي، ولد في 21 يونيو 1909، وتوفي في 16 مارس 2003.

## روابط خارجية
- آرثر كورب على موقع IMDb (الإنجليزية)
- آرثر كورب على موقع ديسكوغز (الإنجليزية)